# Florencio García Goyena
Florencio Francisco García Goyena y Ororbia (Tafalla, Navarra, 27 de octubre de 1783- Madrid, 3 de junio de 1855) fue un jurista, codificador y político español. Cursó sus estudios de derecho en las Universidades de Madrid y Salamanca. En 1823 se exilió en Francia por sus ideas liberales, regresando a la muerte de rey Fernando VII.

## Primeros años y educación
Los padres de Florencio García Goyena fueron Francisco García Goyena y Sebastiana Ororbia Larrañeta. 
Cursó sus estudios de segunda enseñanza en los escolapios de Zaragoza; posteriormente hizo la carrera de Derecho en las Universidades de Madrid y Salamanca, desempeñando en esta última la cátedra de Digesto.

## Carrera judicial y política
Ocupó los cargos de síndico-consultor de las Cortes y Diputación de Navarra, fiscal criminal en Burgos, corregidor de Guipúzcoa, gobernador civil de Granada y Zaragoza, regente de las audiencias de Valencia y Burgos en 1836, magistrado y presidente de la Sala de Indias del Tribunal Supremo, ministro de Gracia y Justicia con Joaquín Pacheco en el gabinete de Joaquín María López en 1843 y presidente del Gobierno entre septiembre y octubre de 1847.
Asimismo, en 1844 fue nombrado senador por la provincia de Navarra, cargo que ostentaría hasta 1845, cuando fue nombrado senador vitalicio (1845-1852).
Incorporado tempranamente a la Comisión General de Codificación. A partir de 1846 participó decisivamente en la elaboración del proyecto de Código Civil de España de 1851, teniendo por base el Código Civil Francés, pasando a la posteridad como su principal redactor.
Admirador, en materia penal, del jurista británico sir William Blackstone y de la escuela penal inglesa, salvo en lo referente a la institución del Jurado, y reacio a las ideas de Cesare Beccaria en el extremo de aplicación de la pena máxima, puso freno a los derechos forales, e introdujo el habeas corpus en la legislación española.
Sus principales obras fueron Código criminal español según las leyes y prácticas vigentes (1843) y Concordancias, motivos y comentarios al Código Civil español (1852).